# 張祖蔭
張祖蔭，字槐卿，順天寶坻縣人。清朝政治人物、進士出身，京师大学堂进士馆最优等毕业学员。
生于今天津市宝坻区霍各庄镇九王庄村。光緒二十九年（1903年），中式癸卯科二甲進士。同年闰五月，改翰林院庶吉士。散館授翰林院編修。1907年初，为京师大学堂进士馆最优等毕业学员。